# Orkla
L'Orkla és un riu noruec que neix i desemboca al comtat de Sør-Trøndelag, i és considerat el riu més llarg d'aquest comtat. Té una llargària de 179 quilòmetres i desemboca al fiord de Trondheim.
El riu neix al llac Orkelsjøen, al municipi d'Oppdal. El riu discorre pels municipis d'Oppdal, Tynset, Rennebu, Meldal, i Orkdal, tots situats a Sør-Trøndelag, llevat de Tynset que es troba al comtat de Hedmark.
Orkla és un riu popular per a la pesca del salmó, un famós pescador exjugador del Liverpool, Vegard Heggem, havia pescat en aquest riu. 88 quilòmetres del riu s'utilitzen per a la pesca del salmó durant tota la temporada de juny a agost.
El riu està regulat per cinc embassaments de generació d'energia hidràulica, que van ser construïts entre 1978 i 1985. Els dipòsits han estat un èxit mètode de control d'inundacions prevenir grans inundacions estacionals del riu.